# Ian Hinchliffe
Ian Hinchliffe (* 1952 in Dewsbury) ist ein britischer Physiker.
Hinchliffe studierte an der Universität Oxford, wo er 1974 seinen Bachelorabschluss machte und 1977 am St John’s College in theoretischer Elementarteilchenphysik bei Christopher Llewellyn Smith promoviert wurde. Seit 1983 ist er am Lawrence Berkeley National Laboratory (LBNL), wo er 1992 bis 1999 die Gruppe für theoretische Physik leitete. Mittlerweile ist er emeritiert.
Seit 1996 ist er bei der ATLAS Gruppe des Large Hadron Collider am CERN. Von 2006 bis 2007 war er Physik-Koordinator der Gruppe und er leitete die Atlas-Gruppe am LBNL. Hinchliffe befasst sich vor allem mit experimentellen Tests des Standardmodells an großen Beschleunigern im TeV Bereich.
2011 erhielt er mit Estia Eichten, Kenneth Lane und Chris Quigg den Sakurai-Preis für ihren Arbeiten über Wege,  neue Physik an TeV-Beschleunigern zu entdecken, ein Thema über das die Preisträger auch einen gemeinsamen Übersichtsartikel verfaßten, bei dem sie damals v. a. Pläne für den 1993 in den USA an Finanzierungsfragen gescheiterten Superconducting Super Collider im Blick hatten.
Hinchliffe ist Fellow der American Physical Society.
Er ist mit Marjorie Shapiro, Physik-Professorin an der University of California, Berkeley verheiratet.